# (300228) 2006 XN54
(300228) 2006 XN54 es un asteroide perteneciente al cinturón de asteroides, región del sistema solar que se encuentra entre las órbitas de Marte y Júpiter, descubierto el 15 de diciembre de 2006 por el equipo del Lincoln Near-Earth Asteroid Research desde el Laboratorio Lincoln, Socorro, Nuevo México, Estados Unidos.

## Designación y nombre
Designado provisionalmente como 2006 XN54. 

## Características orbitales
2006 XN54 está situado a una distancia media del Sol de 3,035 ua, pudiendo alejarse hasta 3,870 ua y acercarse hasta 2,200 ua. Su excentricidad es 0,275 y la inclinación orbital 7,499 grados. Emplea 1931,57 días en completar una órbita alrededor del Sol.

## Características físicas
La magnitud absoluta de 2006 XN54 es 16,3. 